# Marque d'usage
Une marque d'usage est une note sur la dénotation d'un mot ou d'une expression, dans un dictionnaire ou autre ouvrage de référence sur la langue.

## Quelques marques d'usage
- Niveau de langue
  - Poétique
  - Soutenu ou littéraire (litt.)
  - Neutre ou non marqué
  - Familier
  - Populaire (pop.)
  - Vulgaire
  - Argotique (arg.)
- Critiqué ou vicieux (notamment dans le Littré)
- Figuré (fig.)
- Dépréciatif (dépréc.)
- Péjoratif (péj.)
- Ironique (iron.)
- Euphémisme (euph.)
- Vieilli (vieil.)